# Винклер (Манитоба)
Винклер (енгл. Winkler) је град са нешто преко 10.000 становника смештен у јужном делу канадске провинције Манитоба у оквиру географско-статистичке регије Пембина Вали. Регионални је трговачки, пољопривредни и индустријски центар.

## Положај и клима
Град је смештен у западном делу долине Ред ривера, 100 км југозападно од главног покрајинског града Винипега и 70 км северно од границе са САД. Град се налази на реликтној плажи неогеног језера Агасис. Подручје западно од града има нешто лошије и сувље тло и ту се уз помоћ наводњавања узгајају кромпир, кукуруз и махунарке, док се у источним плоднијим деловима узгајају шећерна репа, уљана репица, пасуљ, кукуруз и стрна жита.
Град се одликује типично континенталном климом са сувим и хладним зимама и често врелим и сушним летима. Летње температуре се крећу између 20 °C и 30 °C а зимске од -15 °C до -25 °C. Подручје је око 125 дана годишње без мразева што одговара усевима. Годишње падне око 416 мм кишног талога (углавном у пролеће и јесен) те око 120 цм снежног покривача.

## Историја
Прво стално насеље на месту данашњег Винклера основано 1892. године било је радничко насеље уз пилану. Статус села добио је 1906. године, а од 1954. имао је статус вароши. Статус града добио је тек 2002. године.

## Демографија
Према подацима пописа из 2011. у граду је живело 10.670 становника у укупно 3.971 домаћинству, што је за 17,2% више у односу на попис из 2006. када је регистровано 9.106 житеља.
У етничком погледу популацију града 2006. су чинили Немци (65,2%), Холанђани (24,7%), Канађани (23,0%), Руси (10,0%), Украјинци (2,1%), Французи (1,5%), Први народи (1,2%), Шкоти (1,0%), Ирци (0,9%), Пољаци (0,8%) и Исланђани (0,2%). Већина становника у граду су потомци првобитних менонитских заједница које су се ту доселиле током 19. века. У расном саставу становништва 2001. доминирају белци са 98,8%.
| 1996. | 2001. | 2006. | 2011.  |
| ----- | ----- | ----- | ------ |
| 7.245 | 7.999 | 9.106 | 10.670 |